# Triangolo rosa

Un triangolo rosa.

Il triangolo rosa (in tedesco, rosa Winkel, "angolo rosa") era un simbolo di stoffa in uso nei campi di concentramento nazisti, dove veniva affibbiato sulla casacca degli internati per omosessualità maschile, sulla base del paragrafo 175.

## Uso
Il colore rosa era stato ovviamente scelto per spregio nei confronti di chi era ritenuto effeminato, invece alle lesbiche fu imposto il triangolo nero delle persone "asociali".
I nazisti in ogni caso attribuivano il triangolo rosa ai prigionieri omosessuali, o a quelli che ritenevano tali. Non tutti i condannati in base al paragrafo 175 furono inviati in un campo di concentramento; la maggior parte fu solo incarcerata. La maggior parte degli uomini gay che soffrirono e morirono nei lager nazisti in realtà portavano la stella gialla (perché erano sia gay sia ebrei). Per questi motivi è difficile raggruppare le vittime gay, e stabilire quale sia l'esatto numero. Comunque, una stima di massima, i prigionieri che portarono il triangolo rosa è tra i 5.000 e i 15.000.
Come non ebrei, essi ebbero certamente una mortalità al di sotto della media. Le motivazioni di tale fenomeno probabilmente sono da individuare nel fatto che erano evitati e isolati, in virtù del fatto che erano stati classificati come omosessuali. In ogni caso le relazioni omosessuali erano diffuse nei campi di concentramento, dato che lì gli internati erano rigorosamente divisi per sesso. Quest'ultimo fenomeno è testimoniato, fra gli altri, da Bruno Bettelheim nella sua opera Il cuore vigile, nella quale riporta le proprie memorie sulla prigionia nei lager di Dachau e di Buchenwald.
Coloro che furono imprigionati con il triangolo rosa non sono mai stati risarciti dal governo tedesco. Anzi, alcuni di loro, se rimasero apertamente gay, furono di nuovo imprigionati anche dopo il nazismo, come Heinz Dörmer, che subì complessivamente venti anni di reclusione prima nei campi di concentramento nazisti e poi nelle carceri della Repubblica Federale Tedesca, o come Helmut Corsini, che dal campo di concentramento di Buchenwald passò direttamente alle carceri nazionali. L'emendamento nazista al paragrafo 175, che trasformava l'omosessualità da un reato minore a un delitto (reato più grave), non fu mutato nel Codice penale della Repubblica Federale Tedesca per ventiquattro anni dopo la fine della guerra.

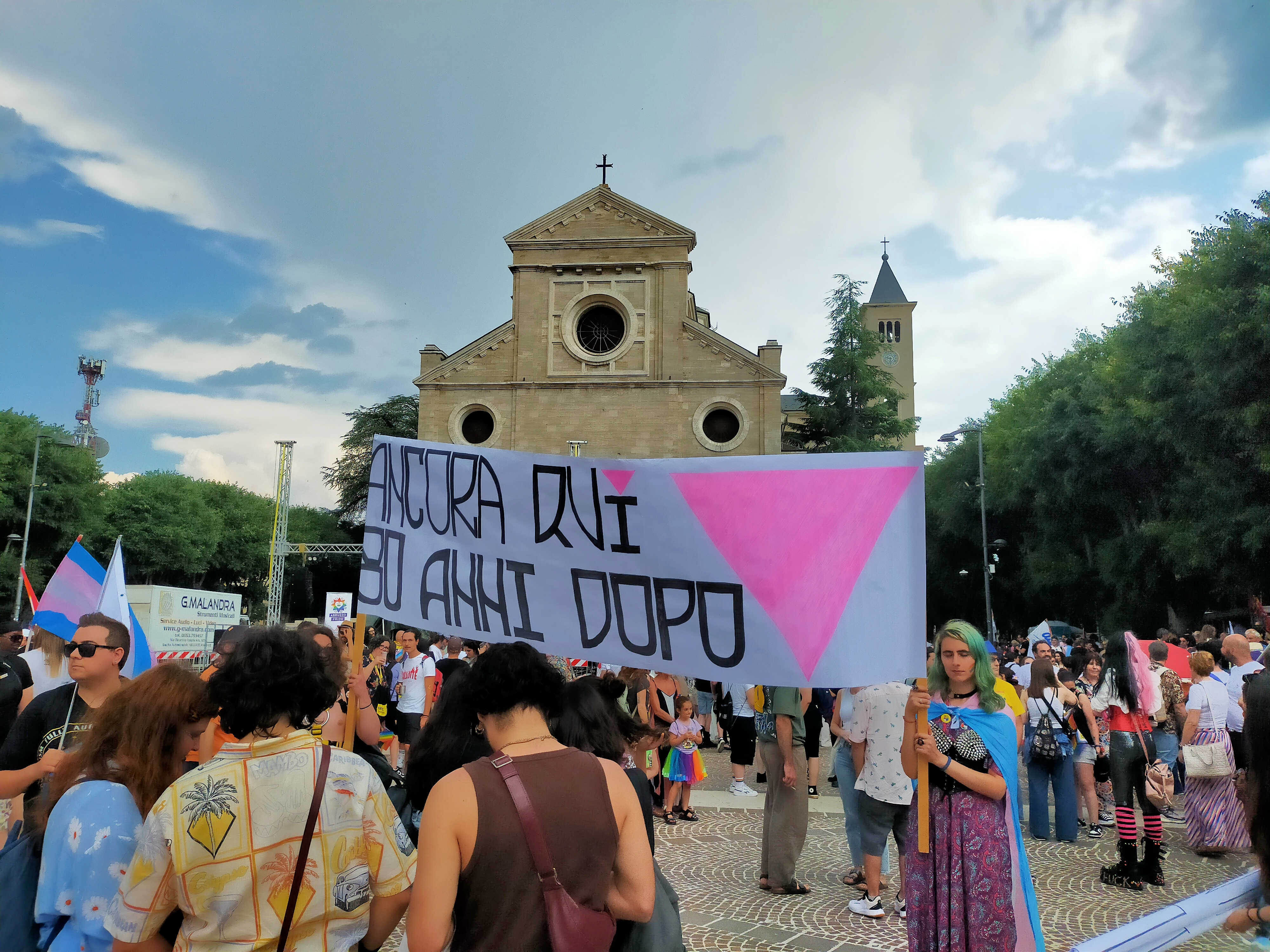
Il triangolo rosa al Pride di Avezzano del 2025

Nel 2000, il documentario Paragraph 175 ha registrato alcune testimonianze delle persone che furono imprigionate per omosessualità. L'ultimo omosessuale internato nei campi di concentramento, Rudolf Brazda, è morto in Francia il 5 agosto 2011.

## Significati di "Triangolo rosa"
- In base a tale uso, era definita Triangolo rosa ogni persona omosessuale internata come tale nei lager nazisti. Questo uso è stato ripreso oggi dalla storiografia che studia il fenomeno.
- Dopo la nascita del movimento di liberazione omosessuale, il triangolo rosa è stato rivendicato e riutilizzato, in gesto di sfida identitaria, da parte del movimento gay, diventando un simbolo politico gay.

In una variante di tale uso politico, in particolare da parte del gruppo ACT UP, il triangolo è stato invertito e la punta è stata girata verso l'alto anziché verso il basso, a significare il ribaltamento della simbologia omofoba.